# Glaucosoma
Las percas perladas son el género Glaucosoma, el único de la familia Glaucosomatidae, una familia de peces marinos incluida en el orden Perciformes. Distribuidos por las costas del este del océano Índico y oeste del océano Pacífico.
Su nombre procede del griego: glaukos (blanco-azulado) + soma (cuerpo), en alusión a su aspecto perlado.

## Morfología
La aleta dorsal tiene ocho espinas de longitud graduada y 12 a 14 radios blandos, mientras que la aleta anal tiene tres espinas y 12 radios blandos; maxilar escalado; la línea lateral es casi recta, llegando hasta la cola, que termina en una aleta caudal semilunar o truncada.
La longitud máxima es de unos 90 cm.

## Especies
Existen cuatro especies agrupadas en este género y familia:
- Glaucosoma buergeri (Richardson, 1845)
- Glaucosoma hebraicum (Richardson, 1845)
- Glaucosoma magnificum (Ogilby, 1915)
- Glaucosoma scapulare (Ramsay, 1881)